# Reflex gastrocòlic
El reflex gastrocòlic o resposta gastrocòlica és un reflex fisiològic que es produeix en certs animals, incloent l'ésser humà, quan els aliments (sòlids i/o líquids) arriben a un estómac buit, provocant moviments peristàltics al tracte gastrointestinal (especialment el còlon ). Aquest reflex és el responsable de l'augment de la necessitat de defecar que es produeix de vegades després de la ingestió.

## Mecanisme
Més que un reflex en el sentit habitual es tracta d'un reflex neurohormonal. Un cert nombre de neuropèptids han estat proposats com a mediadors del reflex, incloent la gastrina (encara que alguns autors neguen la seva influència), la serotonina, la neurotensina i la colecistoquinina.

## Fases del reflex
En aquest reflex hi ha una fase cefàlica discutida per alguns, i està donada per estímuls visuals i olfactius, en percebre el menjar. El principal desencadenant és la distensió de l'estómac provocada per l'arribada d'aliments o líquids. El reflex pot ser provocat pel subministrament ràpid de fluids, per via de sonda nasogàstrica. Influeix la composició i sobretot la quantitat de greixos presents al quimo.

## Trastorns associats

### Nens
En els tres o quatre primers mesos de vida, el reflex gastrocòlic pot exacerbar-se en certes ocasions, a causa d'una immaduresa vagal, produint dolor abdominal de tipus còlic durant les preses o just després d'elles. En aquests nens es poden produir borborigmes abdominals després del començament de la ingesta, així com expulsió de femta i dolor, que obliguen a aturar la presa. Altres vegades, el nen afectat farà esforços de defecació just després de mamar, encongint les cames, plorant i agitant-se a causa del dolor dels còlics.

### Adults
Amb l'edat, aquest reflex generalment desapareix.
A l'edat adulta, l'existència d'una resposta motora del còlon exagerada pot ser un símptoma de la síndrome de l'intestí irritable. Els mecanismes involucrats en aquesta hiperreactivitat motora semblen estar relacionats amb el funcionament de les interrelacions entre el sistema nerviós entèric i les fibres musculars llises del tub digestiu.

## Tractament de la hiperreflèxia

### Nens
S'afavorirà la lactància materna i, en nens que segueixin una alimentació artificial, els preparats alimentaris fàcils de pair. Els medicaments, si són necessaris, es faran servir sempre sota supervisió mèdica i de manera moderada.